# Rechtsbruch
Der Rechtsbruch ist allgemein ein Verstoß gegen das Recht. Erfolgt der Verstoß durch Amtsträger oder die Justiz, spricht man in Deutschland von Rechtsbeugung, in Österreich von Mißbrauch der Amtsgewalt und in der Schweiz vom Amtsmissbrauch.
Als Rechtsbruch bezeichnet man im deutschen Lauterkeitsrecht die Zuwiderhandlung gegen eine gesetzliche Vorschrift, die das Marktverhalten regelt, durch einen Unternehmer.

## Geschichte
Vorläufer der heutigen Regelung war die vom Reichsgericht entwickelte Fallgruppe des „Wettbewerbsverstoßes durch Rechtsbruch“. Schon im Rahmen der alten Generalklausel des § 1 UWG a.F. konnten Gesetzesverstöße als sittenwidrig geahndet werden. Zwar hat die Rechtsprechung grundsätzlich nicht die Sittenwidrigkeit bereits aus dem bloßen Gesetzesverstoß hergeleitet, trotzdem wurde eine Unlauterkeit sehr schnell bejaht. Das RG (und später der BGH) unterschied dabei zwischen wertneutralen und wertbezogenen Normen. Wertbezogene Normen waren dabei solche, die Ausdruck einer sittlichen Grundanschauung sind. Diese sittlich fundierten Normen waren etwa strafrechtliche Vorschriften oder solche zum Schutz der Jugend. Bloß wertneutral war eine Norm dagegen, wenn sie nur aus Gründen ordnender Zweckmäßigkeit erlassen worden war, nicht jedoch keinen Ausdruck eines sittlichen Gebots darstellte und sie auch keinem besonders wichtigen Gemeinschaftsgut diente. Hier musste ein bewusstes und planmäßiges Hinwegsetzen über das Gesetz vorliegen, um sittenwidrig zu sein.

## Rechtslage heute
Heute ist der Rechtsbruch in § 4 Nr. 11 UWG kodifiziert. Dabei ist zu beachten, dass die UGP-RL (PDF) keinen dem Rechtsbruch entsprechenden Tatbestand enthält. Im B2B-Verhältnis ist das unproblematisch, bei B2C-Fällen muss aber beachtet werden, dass die Richtlinie eine Vollharmonisierung bezweckt.
Gesetzliche Vorschrift im Sinne des § 4 Nr. 11 UWG ist dabei jede Rechtsnorm, die in Deutschland Gültigkeit besitzt. Diese Normen müssen zudem das „Marktverhalten auch im Interesse der Marktteilnehmer“ regeln. Sie muss also zumindest auch dem Schutz der Marktteilnehmer dienen. Dies ist beispielsweise bei Jugendschutzvorschriften der Fall. Eine Zuwiderhandlung setzt voraus, dass der Tatbestand der einschlägigen Norm vollständig erfüllt wird.